# Code de l’élevage et des produits animaux
Le Code de l’élevage et des produits animaux en Guinée est régi essentiellement par la loi /95/046/CTRN du 29 aout 1995. Cette loi rassemble toutes les dispositions relatives aux animaux, à leurs produits et, de façon générale, à la santé publique vétérinaire.

## Description
Dans le but de préserver la santé des animaux domestiques le Code, dans son article 13 du chapitre II, interdit l’utilisation des aliments périmés ou devenus inconsommables, ainsi que certains aliments retirés de la consommation humaine, et pour la consommation des animaux.
A son article 28, chapitre 1, titre IV, elle dispose qu’en cas de nécessité, face à une épizootie installée ou une menace d’épizootie, les autorités compétentes peuvent imposer des mesures de contrôle et des interdictions de circulation en matière de transhumance. Plus loin, elle prévoit à son chapitre II, article 36 l’interdiction, la vente, l’échange, le don d’animaux atteints de maladies réputées contagieuses,,,

## Voir également
Code de l'eau (Guinée)
Code de l'environnement (Guinée)